# Bernhard Hirzel
Bernhard Hirzel (Enge, 12 augustus 1807 - Parijs, 6 juni 1847) was een Zwitsers (Zürich) protestants geestelijke.

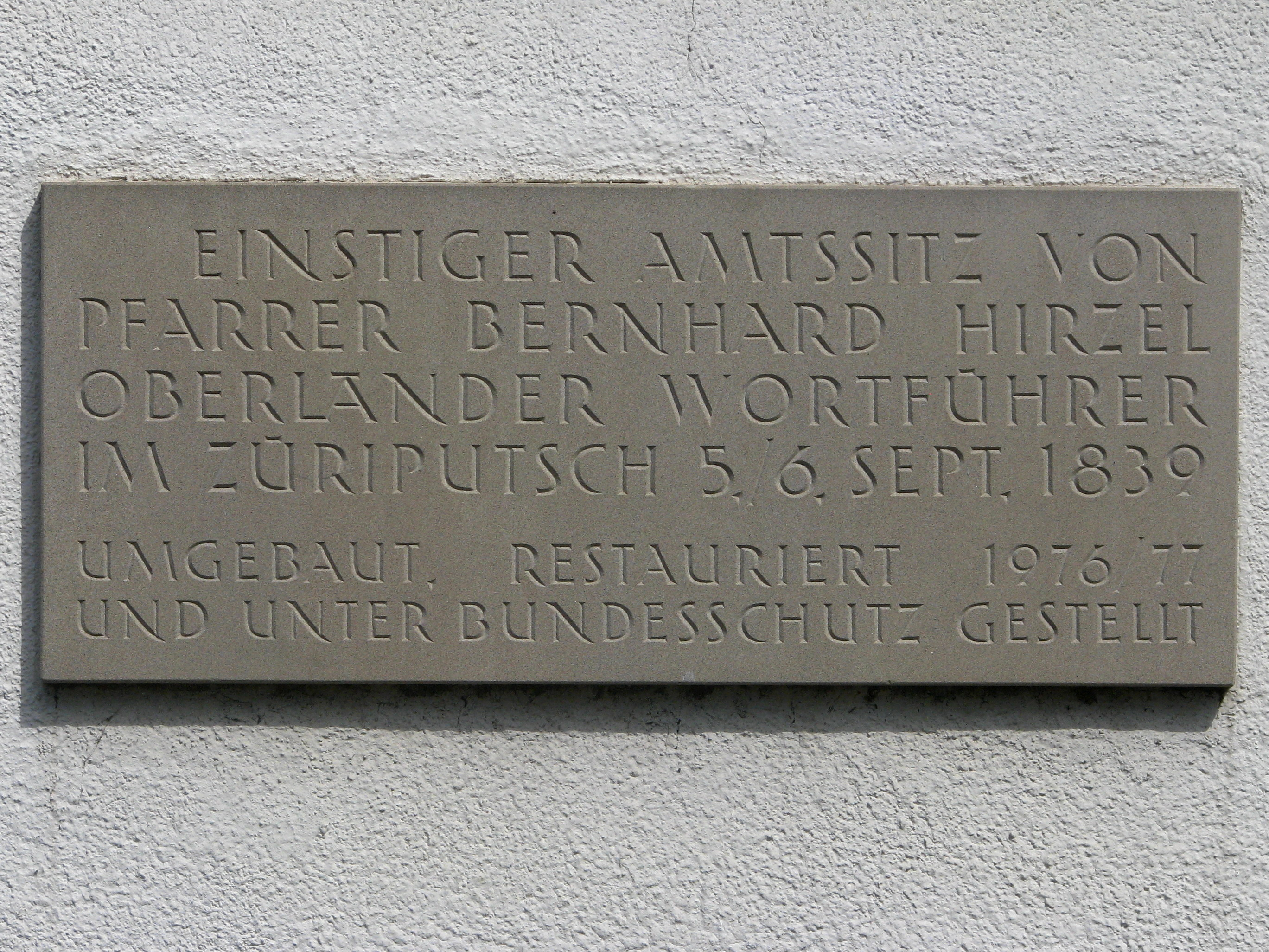
Gedenksteen

Bernhard Hirzel studeerde van 1819 tot 1831 theologie in Zürich, Berlijn en Parijs. Nadien studeerde hij filosofie aan de Universiteit van Göttingen. In 1838 werd hij dominee te Pfäffikon. Hirzel, een liberaal theoloog, was niettemin ontzet door de benoeming van de vernieuwingstheoloog David Friedrich Strauss tot hoogleraar in de theologie aan de Universiteit Zürich. Strauss, een Duitser, had het omstreden boek Das Leben Jesu geschreven. Overal - voornamelijk op het platteland - ontstonden er protestbewegingen in het kanton Zürich en de Staatsraad (regering) van Zürich besloot Strauss te ontslaan. Het bleef echter onrustig in Zürich en de regering van het kanton Bern stuurde militairen naar Zürich om de orde te herstellen. Onder de conservatieve plattelandsbevolking ging het gerucht de ronde dat de Berner troepen het "ware geloof" (d.i. het gereformeerde christendom) zouden vernietigen. (Dit gerucht berustte op onwaarheid, de Berner troepen kwamen alleen omdat dit in de bepalingen van het Siebnerkonkordat stond.) 
Op 5 september 1839 luidde ds. Hirzel de klokken van zijn kerk in Pfäffikon en riep mensen bijeen om te strijden tegen de vijand. Onder Hirzels strijdkreet: "Wie een goede Christen is, voorwaarts!" trokken de ca. 2000 opstandelingen naar de stad Zürich en op 6 september werd, na zware gevechten, de regering afgezet (Züriputsch). Daarop kwam er een conservatieve regering aan de macht die tot 1845 aan de macht bleef. 
In 1845 verhuisde Hirzel naar Parijs.